# Keijidōsha

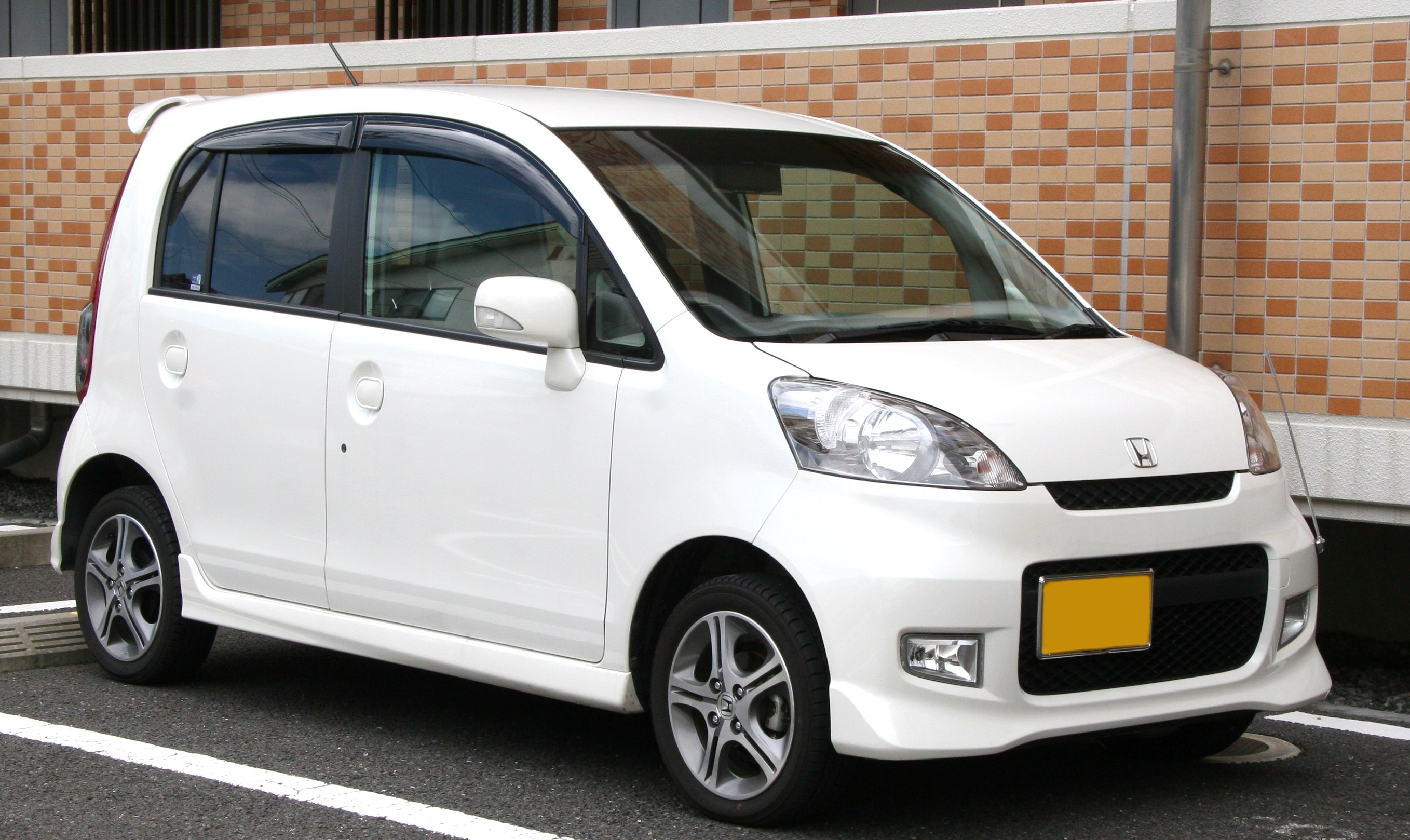
Honda Life

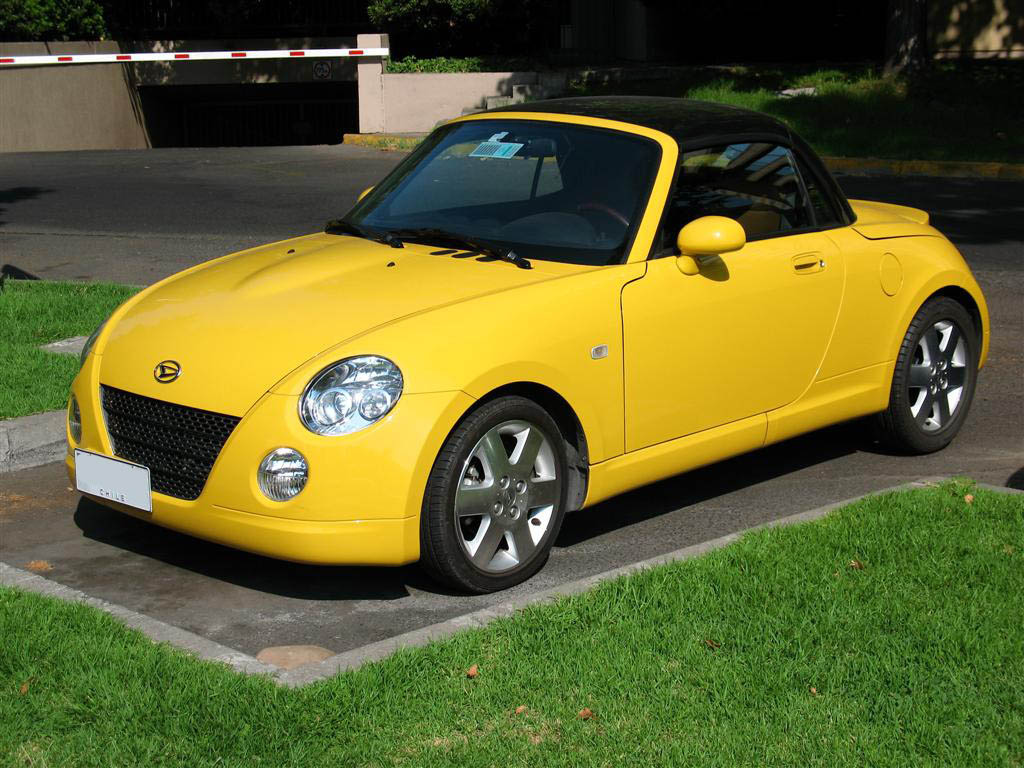
Daihatsu Copen är en cabriolet i Keijidōsha-format

Keijidōsha (jap:軽自動車, fon:/keːdʑidoːɕa/) (på engelska även kallat kei car) är en biltyp som finns i Japan. Namnet betyder "lätta bilar", då de är små bilar med små motorer som åtnjuter skattemässiga fördelar i Japan. Dessa bilar finns i olika versioner, från personbilar till lastbilar (Keitora (軽トラ)). Även vissa motorcyklar räknas till gruppen.
Bilarna gynnas av skatter, parkeringsregler (i Japan kan det krävas parkeringsplats för att få köpa bil) och försäkringsregler – dessutom är de ofta mycket bränslesnåla. De byggs enligt specificerade regler som gör dem korta, accelerationssvaga och lätta. 
Kraven har ändrats över tiden enligt nedan:
| Datum           | Maxlängd | Maxbredd | Maxhöjd | Maximum storl. | Maximum storl. | Maximum kraft |
| Datum           | Maxlängd | Maxbredd | Maxhöjd | Fyrtakt        | Tvåtakt        | Maximum kraft |
| --------------- | -------- | -------- | ------- | -------------- | -------------- | ------------- |
| 8 juli 1949     | 2.8 m    | 1,0 m    | 2,0 m   | 150 cc         | 100 cc         | ej begränsad  |
| 26 juli 1950    | 3,0 m    | 1,3 m    | 2,0 m   | 300 cc         | 200 cc         | ej begränsad  |
| 16 augusti 1951 | 3,0 m    | 1,3 m    | 2,0 m   | 360 cc         | 240 cc         | ej begränsad  |
| 4 april 1955    | 3,0 m    | 1,3 m    | 2,0 m   | 360 cc         | 360 cc         | ej begränsad  |
| 1 januari 1976  | 3,2 m    | 1,4 m    | 2,0 m   | 550 cc         | 550 cc         | ej begränsad  |
| Mars, 1990      | 3,3 m    | 1,4 m    | 2,0 m   | 660 cc         | 660 cc         | 47 kW         |
| 1 oktober 1998  | 3,4 m    | 1,48 m   | 2,0 m   | 660 cc         | 660 cc         | 47 kW         |

De första regulationerna var för strikta för att fordon byggda enligt dem skulle bli populära; endast en handfull små tillverkare försökte sig på att bygga fordon i kategorin. Det var inte förrän regulationerna lättades 1955 så att tvåtaktare med 360cc blev tillåtna som verklig serieproduktion av keijidōshas kom igång, med Suzukis Suzulight. Den följdes av Subarus "360" 1958, och därefter växte kei-klassen stadigt fram till 1970. Starkare regler för avgasrening gjorde de små motorerna svagare och svagare under sjuttiotalet, och klassens framtid verkade osäker. Efter att motorstorleken ökades för 1976 upplevde Kei-bilarna tillväxt igen, med nya tillverkare och en mängd nya modeller.
| Keijidōsha-nummerskyltar | Keijidōsha-nummerskyltar |
| ------------------------ | ------------------------ |
| (330 x 165 mm)           |                          |
|                          |                          |
| Personbil                | Kommersiellt fordon      |

 Bilarna får speciella nummerplåtar (gula med svart text för personbilar, svarta med gul text på kommersiella fordon). Fram till och med årsskiftet 1974/75 använde Keijidōshas den minsta skyltstorleken, 125 x 230 mm, men därefter infördes skyltar av samma storlek som vanliga bilar använde (medium: 330 x 165 mm). Det var också då de typiska gula plåtarna introducerades, innan ansågs det tillräckligt att de var av mindre format.
Eftersom de har så strikta krav, tvingas tillverkarna bygga in speciell teknologi i bilarna. Bilarna finns att köpa här och var utanför Japan, men är relativt ovanliga förutom i Sydostasien. Fördelen för den japanska staten är att bilarna släpper ut lite koldioxid och tar lite plats. Till nackdelarna hör att de är farliga vid kollision, tröttsamma att köra och låter mycket. 35 procent av alla japanska bilar är av typen, cirka 26 miljoner bilar.